# Centro Pannunzio
(Mario Soldati)
Il Centro Pannunzio è un centro laico e apartitico, fondato nel 1968 da Arrigo Olivetti, Mario Soldati, Pier Franco Quaglieni e altri giovani studiosi dell'Università di Torino. Si richiama alla tradizione culturale de Il Mondo di Mario Pannunzio. È una libera associazione di cultura indipendente, aperta a tutti, senza distinzione di età, convinzione politica e filosofica, fede religiosa.
Il Centro Pannunzio ha sede a Torino ed ha sezioni locali in molte località italiane. Nel 1979 il Presidente della Repubblica Sandro Pertini conferisce al Centro "Pannunzio" la Medaglia d'Oro di Benemerito della Cultura, della Scuola e dell'Arte. Il centro è retto da un Comitato scientifico formato da personalità del mondo culturale italiano.
Compito del Centro è quello di promuovere eventi culturali, pubblicazioni, ricerche. Particolare attenzione il Centro riserva agli studi relativi alla figura di Mario Pannunzio e ai due giornali di Pannunzio: il quotidiano Risorgimento liberale (1944-1947) ed il settimanale Il Mondo (1949 -1966), del quale il Centro conserva l'archivio. Il Centro pubblica gli Annali del Centro "Pannunzio" che ospita saggi ed articoli e documenta le più importanti attività del Centro. Nel 2010 è stato promotore in tutta Italia delle manifestazioni per il Centenario della nascita di Mario Pannunzio.
Sono molte le pubblicazioni che ripercorrono la storia del Centro Pannunzio. Tra esse: Romano G."I quindici anni del Centro Pannunzio",Torino 1983- Lajolo R. "I primi vent'anni del Centro Pannunzio",Torino 1989-AA.VV.,"Da Pannunzio al Centro Pannunzio",Torino 1982-Borri G."Liberi dal'68 Storia del Centro Pannunzio",Torino 1998-Conti T.,Borri G.,Ricotti A.,"Una voce fuori dal coro- Quarant'anni di libero pensiero" ,Torino 2007-AA.VV.,"Mario Pannunzio da Longanesi al Mondo";Soveria Mannelli 2010.
PF Quaglieni “Mario Pannunzio e la civiltà liberale “, Torino , 2020

## Premio Pannunzio
Ogni anno a partire dal 1982 viene ogni anno conferito il Premio "Pannunzio". Si tratta di un riconoscimento molto prestigioso ed aperto a tutti gli intellettuali italiani, volta a premiare quelle personalità italiane della cultura, del giornalismo e dell'arte che si sono distinte per il loro spirito libero. Tra i diversi vincitori delle edizioni passate del concorso si ricordano: Giovanni Spadolini, Massimo Mila, Piero Angela, Giorgio Bocca, Furio Colombo, Paolo Mieli, Claudio Magris, Piero Ostellino, Enzo Bettiza, Nicola Abbagnano, Paolo Conte, Igor Man, Alberto Ronchey, Indro Montanelli, Pierluigi Battista, Antonio Ricci, Antonino Zichichi, Alan Friedman, Vittorio Feltri, Ezio Gribaudo, Alberto Angela,  Allegra Agnelli, Ernesto Ferrero ,Alain Elkann, Dacia Maraini , Elisabetta Casellati , Aldo Cazzullo, Mattia Feltri.

## Membri presenti e passati
Tra i componenti del Comitato scientifico: Valerio Castronovo, Guido Davico Bonino, Ugo Nespolo, Antonio Patuelli, Francesco Perfetti, Francesco Profumo, Gian Enrico Rusconi, Mirella Serri.
Hanno fatto parte in passato del Centro, tra gli altri: 
- Norberto Bobbio
- Franco Venturi
- Ugo La Malfa
- Aldo Garosci
- Giuseppe Saragat
- Renzo de Felice
- Rosario Romeo
- Armando Testa
- Giovanni Macchia
- Carlo Dionisotti
- Sergio Pininfarina
- Tullio Regge

Sono stati presidenti del "Centro Pannunzio" Arrigo Olivetti, Mario Bonfantini, Luigi Firpo, Mario Soldati, Alda Croce, Camillo Olivetti.  Dal 2019 e ‘ Presidente Chiara Soldati.